# 平山菊二
平山 菊二 （ひらやま きくじ、1918年9月23日 - 1998年5月28日）は、日本のプロ野球選手（左翼手）。
ホームラン性の打球を、外野フェンスによじ登ってキャッチするのを得意としていたことから「塀際の魔術師」と呼ばれた。

## 来歴
山口県下関出身で、実家は商家である。下関商業学校（現在の下関市立下関商業高等学校）時代は遊撃手だった。1学年下に矢野純一（のち大洋）、2学年下に藤本英雄（のち巨人）がおり、いずれも後にプロ野球でチームメイトとなっている。卒業後、広島鉄道局でプレーするが、内野ではその強肩を生かせないとの理由で、杉田屋守監督によって外野手へコンバートされた。平山自身もこのコンバートを天命だと思ったという。
1936年2月に発生した二・二六事件では、菊二の義兄・田中勝も関与し、7月に死刑判決を受けた。この時、平山は東京巨人軍への入団が決まっており、最後の面会の日に義兄からも激励を受けている。
1937年に巨人に入団。2年間は主に左翼手・中堅手の控えを務めるが、3年目の1939年に七番左翼手のレギュラーポジションを獲得して、打率.307と打撃成績3位の成績を挙げると、1940年は六番を打って全試合出場を果たし、1941年は打率.230を打って打撃成績13位に入るなど、打順は下位ながら抜け目のない打撃と定評のある外野守備でチームに貢献し、川上哲治・千葉茂らとともに巨人軍第一期黄金時代の中心選手となった。兵役に伴って選手が少なくなると、平山は自ら買って出て捕手や二塁手を務めたこともあった。
1942年に応召し、ビルマ戦線に出兵。終戦後の1947年に巨人に復帰して、開幕から右翼または中堅を守って五番打者に定着、黒沢俊夫の戦線離脱後は左翼に回り小松原博喜と交互に五六番を務めるなどして、ほぼフル出場となる116試合に出場、チームトップの65打点を記録した。1948年の東西対抗戦では南海ホークスの飯田徳治が放った柵越えと思われた打球を外野フェンスによじ登って捕球し、大和球士から塀際の魔術師の異名を命名されている。この年から三番・青田昇、四番・川上哲治に次ぐ五番に入ってクリーンナップを打ち、打率.272（18位）に自己最高の11本塁打の成績を挙げると、翌1949年は主将を務めて監督・三原脩を助ける傍ら、引き続き五番を打って打率.273の成績を残し、巨人の戦後初優勝に貢献した。
しかし、同年末に巨人軍の内紛ともいえる「幻の連判状事件」（三原監督排斥騒動）が発生すると、「平山は、しょっちゅう三原さんにゴマをすっている」として連判状の標的となる。結局連判状が表に出ることはなかったが、三原監督支持派は主将の平山のほかに助監督の千葉・川上などごく一部であったことから、三原脩は優勝しながら監督を更迭され、水原茂が新監督に就任した。
結局、郷里・下関を本拠地とする大洋ホエールズがプロ野球に新規参入したことから、中島治康とともに平山は新球団に譲渡される形で移籍した。1950年の大洋では初代キャプテンに任命され、ここでも三番・大沢清、四番・藤井勇に次いで五番を打ち、打率.274、74打点、35盗塁（リーグ5位）を挙げるなど中心選手として活躍する。1951年に足の故障でわずか3試合の出場に終わると、安居玉一・岩本義行・青田昇らの移籍入団もあって出場機会が減り、チームが松竹ロビンスと合併して、大洋松竹ロビンスとなった1953年をもって引退した。
引退後は大洋で1957年から1958年にかけてコーチを務めたほか、スカウト部長、球団常務を歴任。大洋の後身・横浜ベイスターズが38年ぶりに優勝した1998年に亡くなったが、優勝の瞬間を見届けることはできなかった。

## 塀際の魔術師
1948年11月26日の東西対抗戦第4試合（後楽園球場）、7回二死後、投手・川崎徳次、打者・飯田徳治の場面で、飯田が左翼ポールぎりぎりに入る本塁打性の大飛球を打ち上げたところ、左翼を守っていた平山が、右手を外野フェンスに掛け反動を利用してジャンプし、左手のグラブを観客席の方に大きく突き出して捕球し、アウトにする。このプレーを球場で見ていた大和球士によって「塀際の魔術師」と命名された。平山にとっては偶然生まれたプレーだったが、このニックネームによって平山の外野守備が大きくクローズアップされたことで、平山はこの言葉に名前負けしないように、いつでも同じプレーができるように猛練習を繰り返したという。
- 平山は「本当はフェンス際でのプレーは怖かった」と語っている。プロ入り直後、練習中にコンクリートのフェンスに激突して前歯を折る大怪我を負って恐怖心を抱いていた。しかし、「魔術師」の異名が付いた後、フェンスまでのステップ、踏み切りの位置、タイミングを工夫するなど、プレーを自分のものにするためにフェンス激突も厭わず練習を繰り返したことで、左肘には生傷が絶えなかった[8]。

- 「塀際の魔術師」のネーミングについて、平山は「終世、安藤さん（大和の本名）には足を向けて寝られない」と尊敬の念を忘れることはなかったという。

- 平山のフィールディングを支えたフットワークはダンスの練習から生まれたものとの笑い話がある。1938年春に巨人軍が北九州、韓国遠征（満州遠征ともされる）を行ったが、打撃が弱かった平山はメンバーに選ばれなかった。残留メンバーはわずか3人で練習もままならず、平山は野球そっちのけで毎日、ダンス教室に通っていた[9]。遠征から帰ったメンバーのひとりに“こっちはダンスを楽しんでいた”と吹聴したところ、戦後になって平山が名外野手として一目置かれる存在になった時にその選手が「平山はみんながいない間にダンスでフットワークを鍛えていたんだ」と美談化していたのだという。

## プレースタイル
塀際の魔術師の異名を取る以前から、外野守備には定評があった。打撃の方は腕力に乏しく迫力はなかったが、抜け目のない打撃に徹し、戦後はクリーンナップに入って五番打者を務めた。
左中間に打球を抜かれると、グラブは邪魔とばかりに放り投げて打球を追いかけることがしばしばあった。グラブを持たずに素手で打球を追いかける姿はユーモラスだったという。

## 人物
若い頃から風格があり、チームメイトからは「おっさん」と呼ばれ親しまれた。就寝前に枕元にチェリー缶を置いて煙草の煙を吐いているところは、まるで隠居おやじのようであった。一方で、おしゃれに気を遣い、巨人では水原茂と並ぶダンディーぶりで、水原直伝の一流品を身につけて歩く様子は、非常にサマになっていた。
また、お人好しの恩情家で、若い選手から慕われた。
酒豪であり、同郷の藤本英雄と二人で飲むと30分で一升瓶が空になってしまうほどであった。

## 逸話
1937年に巨人軍に入団した呉波が春のキャンプ地の草薙でチームに合流し宿舎に行ったところ、前歯が三本欠けた年上らしき人が出てきたため、大先輩と思った呉は最敬礼して台湾から持参したパイナップルを土産として差し出した。しかし、この「大先輩」は実は同期入団の平山であった。
1955年4月30日に川上哲治の運転する乗用車に同乗中事故に遭い、右目の下を6cmも切る裂傷を負った事がある。

## 詳細情報

### 年度別打撃成績
| 年 度      | 球 団      | 試 合 | 打 席 | 打 数 | 得 点 | 安 打 | 二 塁 打 | 三 塁 打 | 本 塁 打 | 塁 打 | 打 点 | 盗 塁 | 盗 塁 死 | 犠 打 | 犠 飛 | 四 球 | 敬 遠 | 死 球 | 三 振 | 併 殺 打 | 打 率 | 出 塁 率 | 長 打 率 | O P S |
| ---------- | ---------- | ----- | ----- | ----- | ----- | ----- | -------- | -------- | -------- | ----- | ----- | ----- | -------- | ----- | ----- | ----- | ----- | ----- | ----- | -------- | ----- | -------- | -------- | ----- |
| 1937春     | 巨人       | 26    | 69    | 63    | 8     | 15    | 3        | 5        | 0        | 28    | 7     | 1     | --       | 1     | --    | 5     | --    | 0     | 11    | --       | .238  | .294     | .444     | .739  |
| 1937秋     | 巨人       | 29    | 45    | 41    | 9     | 8     | 4        | 0        | 0        | 12    | 4     | 0     | --       | 0     | --    | 4     | --    | 0     | 8     | --       | .195  | .267     | .293     | .559  |
| 1938春     | 巨人       | 17    | 16    | 16    | 2     | 2     | 1        | 0        | 0        | 3     | 1     | 1     | --       | 0     | --    | 0     | --    | 0     | 1     | --       | .125  | .125     | .188     | .313  |
| 1938秋     | 巨人       | 32    | 82    | 71    | 12    | 20    | 7        | 1        | 0        | 29    | 7     | 2     | --       | 0     | --    | 11    | --    | 0     | 16    | --       | .282  | .378     | .408     | .786  |
| 1939       | 巨人       | 88    | 299   | 270   | 37    | 83    | 11       | 6        | 0        | 106   | 42    | 20    | --       | 2     | 5     | 21    | --    | 1     | 22    | --       | .307  | .360     | .393     | .752  |
| 1940       | 巨人       | 104   | 417   | 369   | 39    | 70    | 8        | 4        | 1        | 89    | 30    | 21    | --       | 3     | 2     | 43    | --    | 0     | 38    | --       | .190  | .274     | .241     | .515  |
| 1941       | 巨人       | 84    | 339   | 287   | 23    | 66    | 5        | 7        | 1        | 88    | 29    | 10    | --       | 7     | --    | 44    | --    | 1     | 25    | --       | .230  | .334     | .307     | .641  |
| 1947       | 巨人       | 116   | 479   | 441   | 39    | 103   | 18       | 6        | 5        | 148   | 65    | 10    | 7        | 3     | --    | 34    | --    | 1     | 20    | --       | .234  | .290     | .336     | .626  |
| 1948       | 巨人       | 140   | 567   | 525   | 60    | 143   | 15       | 4        | 11       | 199   | 68    | 29    | 8        | 7     | --    | 33    | --    | 2     | 16    | --       | .272  | .318     | .379     | .697  |
| 1949       | 巨人       | 132   | 561   | 520   | 61    | 142   | 27       | 3        | 10       | 205   | 65    | 22    | 13       | 8     | --    | 33    | --    | 0     | 24    | --       | .273  | .316     | .394     | .711  |
| 1950       | 大洋 洋松  | 140   | 616   | 562   | 92    | 154   | 28       | 4        | 7        | 211   | 74    | 35    | 11       | 5     | --    | 48    | --    | 1     | 35    | 18       | .274  | .332     | .375     | .708  |
| 1951       | 大洋 洋松  | 3     | 4     | 4     | 0     | 0     | 0        | 0        | 0        | 0     | 0     | 0     | 0        | 0     | --    | 0     | --    | 0     | 0     | 0        | .000  | .000     | .000     | .000  |
| 1952       | 大洋 洋松  | 77    | 217   | 191   | 18    | 48    | 11       | 0        | 1        | 62    | 19    | 6     | 1        | 1     | --    | 22    | --    | 3     | 17    | 5        | .251  | .338     | .325     | .663  |
| 1953       | 大洋 洋松  | 85    | 226   | 205   | 23    | 58    | 12       | 2        | 4        | 86    | 20    | 4     | 1        | 3     | --    | 18    | --    | 0     | 22    | 4        | .283  | .341     | .420     | .760  |
| 通算：12年 | 通算：12年 | 1073  | 3937  | 3565  | 423   | 912   | 150      | 42       | 40       | 1266  | 431   | 161   | 41       | 40    | 7     | 316   | --    | 9     | 255   | 27       | .256  | .318     | .355     | .673  |

- 各年度の太字はリーグ最高
- 大洋（大洋ホエールズ）は、1953年に洋松（大洋松竹ロビンス）に球団名を変更

### 記録
- 外野手シーズン最多補殺 24（1950年）プロ野球記録[11]
- 通算1000試合出場 1953年4月23日 ※史上15人目（無効試合を含めれば1953年4月21日）

### 背番号
- 15 （1937年 - 1941年）
- 25 （1947年 - 1953年）